# 헤라 (가수)
헤라(Hera, 본명: 원청쉬, 1970년? ~ )는 대한민국의 가수이다.

## 경력
- 2025년 부산경찰청 다문화 홍보대사
- 2025년 포커스인코리아 매거진  발행인/편집인
- 2025년 월간문학세계 편집위원
- 2025년 (주)동서그래핀 CF 전속 모델
- 2024년 (사)세계문인협회 홍보대사
- 2024년 대한민국 마약퇴치운동협회 홍보대사
- 2024년 타이 예술대학교 특임 교수
- 2023년 한국친환경운동협회(환경부 등록 제111호) 경남회장
- 2023년 제24회 대한민국문화예술대상시상식 가요대상
- 2022년 진교파출소 여성명예소장
- 2022년 경남경찰청 홍보대사
- 2018년 대한민국 다문화 총연합 이사장
- 2018년 대한민국 스타예술대상 조직위원회 홍보대사
- 2016년 상명대학교 외래교수
- 2015년 울산MBC 다문화축제 '레인보우가요제' 초대 가수·심사위원
- 2015년 자랑스런 한국문화대상 홍보대사
- 2014년 한국언론사협회 홍보대사
- 2012년 한국해양구조단 홍보대사
- 2011년 여성가족부 사이버멘토링 대표멘토
- 2011년 한국다문화예술원 원장
- 2011년 한국멘토링협회 홍보대사
- 2011년 대한민국 다문화예술대상 조직위 조직위원장
- 2010년 (사)윤동주 문학예술제 홍보대사
- 2008년 (사)소비자공익네트워크 홍보대사
- 2007년 (사)평화운동연합 홍보대사

## 수상
- 2025년 제10회 할리우드 블루버드 영화제 특별상
- 2024년 글로벌베스트국민대상 베스트가요대상
- 2024년 제24회 대한민국 문화예술대상 OST부문 올해의 베스트 가수상
- 2023년 제24회 대한민국문화예술대상 가요대상
- 2022년 소비자의 날 공정거래위원회 위원장 표창
- 2022년 대한민국 혁신 국민대상 공헌대상
- 2022년 제8회 대한민국 스타예술 대상 사회공헌대상
- 2019년 자랑스런한국인인물대상 문화발전공헌 부문 수상
- 2019년 인도네시아 문화훈장
- 2018년 경상남도지사 표창
- 2018년 제8회 대한민국 다문화예술대상 글로벌리더상
- 2017년 대한민국 다문화예술대상 대중가요부문 국회의장 표창
- 2017년 제7회 대한민국 다문화예술시상식 올해의 인물상
- 2016년 대한민국을 빛낸 인물대상 특별대상
- 2016년 세계명품브랜드대상 월드가수 인증패 수상
- 2016년 세계명품브랜드대상 문화.연예 분야 수상
- 2016년 제9회 교통선진화 장애인시민 전진대회 부산광역시장 표창
- 2016년 대한민국스타예술대상 한류스타대상
- 2016년 한중 문화 스타어워즈 한류스타대상
- 2016년 한류문화공헌대상 대회장 표창
- 2016년 한류문화공헌대상 스타부문 대상 수상
- 2015년 제16회 대한민국을 빛낸 인물문화대상 아티스트상
- 2015년 대한민국스타예술대상 대중가요부문 다문화스타대상
- 2015년 선행천사세계나눔대상 사회공헌대상
- 2015년 제 3회 대한민국창조문화예술대상 국회법제사법위원상
- 2015년 제5회 대한민국다문화예술대상 다문화인이 선정한 올해의 국민가수상
- 2014년 선행천사 세계나눔대상 재능기부부문 사회봉사대상
- 2014년 제4회 대한민국다문화예술대상 올해의 미래 여성 지도자상
- 2014년 부산지방경찰청장상
- 2014년 제3회 대한민국다문화예술대상 여자가수왕
- 2014년 제3회 대한민국다문화예술대상 시부문 대상
- 2013년 대한민국창조문화예술대상 대중음악부문 대상
- 2013년 대한민국 모범기업인 대상 국회외교통일위원장상
- 2013년 제8회 세계문학상 다문화예술부문 대상 수상
- 2012년 세계문인협회 문학예술공로상
- 2012년 제2회 대한민국다문화예술대상 다문화 인물상
- 2012년 제2회 대한민국다문화예술대상 다문화 스타상
- 2012년 제7회 세계문학상 시부문 본상
- 2012년 제219회 월간 문학세계 수필부문 신인문학상
- 2012년 주한미국대사관 감사장
- 2011년 제1회 대한민국 다문화예술대상 오늘의 예술가상
- 2011년 제209회 월간 문학세계 시부문 신인문학상
- 2011년 제6회 대한민국 나눔대상 국회문화체육관광방송통신 위원장상
- 2010년 외신기자가 선정한 라이브 최고가수상
- 2010년 제18회 대한민국문화연예대상 월드가수상
- 1992년 중국 MTV 가요부문 대상 수상
- 1989년 중국 CCTV, LNTV 공동주최 가요대회 대상 수상

## 데뷔
- 2007년 1집 앨범 '첨밀밀'

## 음반
- 2012년 '가리베가스'(한국어 버전, 중국어 버전),'나예요'(한국어 버전, 중국어 버전)
- 2008년 '몽중인'
- 2007년 '천년동안', '청도역', '또 다시 가을인가요', '야래향'

## 방송 출연
KBS 러브 인 아시아
KBS 아침마당
KBS 여유만만
KBS 여섯시내고향
KBS 이웃집 찰스
MBC 서울다문화축제
MBC 히든 챔피언
MBC 가요 베스트
MBC 다정다감
SBS 스타킹
SBS 김미화의 U
MBN 특종세상
EBS 다문화사랑
TV조선 대찬인생
연합뉴스TV 무지개Y 초대석
연합뉴스TV 하모니 3부작
연합뉴스TV 뉴스Y 휴먼다큐 사람들
국회방송 나는 한국인이다
아리랑TV Heart to Heart
MBC 서머페스티벌 열린콘서트
전주문화방송|전주MBC 다정다감
KBS 1TV|KBS 이웃집 찰스(제432회)
KBS 6시 내고향(제8088회)
KBS 1TV|KBS 가요무대
매일방송|MBN 특종세상(제541회)
KBS창원방송총국|KBS창원 세상 다반사 3기